# 位相群の群環
数学において、局所コンパクト群の群環（ぐんかん、英: group algebra）とは、その群の表現が適当な環の表現の表現として読み替えることができるような（いくつかの）構成法が与えられたときの、その環（ふつうは作用素環あるいはもっと一般のバナハ代数）を総称して呼ぶものである。そういった環は、位相を抜きにして考えた群に対する群環と同じような働きを果たす。

## 群環Cc(G)
函数解析学、特に調和解析で用いる目的で、純代数的な群環の構成を位相群 G に対するものへ敷衍することは意味がある。G が局所コンパクトハウスドルフ位相群である場合には、G はハール測度と呼ばれる本質的に一意な左不変可算加法的ボレル測度 μ を持ち、ハール測度を用いて G 上のコンパクト台つき複素数値連続函数全体の成す空間 Cc(G) の上に畳み込み演算を定義することができる。さらに Cc(G) に任意に与えられたノルムによる完備化も群環となり得る。
畳み込み演算は Cc(G) の任意の二元 f, g に対して f ∗ g を、t ∈ G において
{\displaystyle [f*g](t)=\int _{G}f(s)g(s^{-1}t)\,d\mu (s)}
と置くことによって定められる。事実、f ∗ g が連続であることは優収斂定理から直ちに従うし、中黒を G の積として
{\displaystyle \operatorname {supp} (f*g)\subseteq \operatorname {supp} (f)\cdot \operatorname {supp} (g)}
が成り立つから、f ∗ g は確かに Cc(G) に属する。また Cc(G) は
{\displaystyle f^{*}(s)={\overline {f(s^{-1})}}\Delta (s^{-1})}
で定義される対合も持つ。ただし Δ は G のモジュラスである。この対合のもとで Cc(G) は *-環を成す。
定理ノルム{\displaystyle \|f\|_{1}:=\int _{G}|f(s)|d\mu (s)}のもとで Cc(G) は近似単位元もつ対合ノルム代数を成す。
この代数の近似単位元はコンパクト集合からなる（群の）単位元の近傍基で添字付けることができる。実際、V を単位元のコンパクト近傍とし、V に台を持つ非負連続函数 fV が
{\displaystyle \int _{V}f_{V}(g)\,d\mu (g)=1}
を満たすものをとれば、 {fV}V が近似単位元となる。群環が（単に近似単位元であるばかりではなく厳密な）単位元をもつための必要十分条件は、もとの群の位相が離散位相であることである。
離散群の場合の Cc(G) は複素係数の群環 C[G] と同じものであることに注意。
この群環の重要性は、これが G のユニタリ表現論を以下に述べるような意味で的確に捉えることができるという点にある。
定理G を局所コンパクト群、U をヒルベルト空間 H における G の強連続ユニタリ表現とすると、{\displaystyle \pi _{U}(f)=\int _{G}f(g)U(g)\,d\mu (g)}はノルム代数 Cc(G) の非退化有界 ∗-表現であり、写像 {\displaystyle U\mapsto \pi _{U}}は G の強連続ユニタリ表現全体の成す集合と Cc(G) の非退化有界 ∗-表現との間の全単射となる。この全単射はユニタリ同値と強束縛に矛盾しない。特に πU が既約であることと、U が既約であることとは同値である。
ここで、ヒルベルト空間 Hπ における Cc(G) の表現 π が非退化であるとは、
{\displaystyle \left\{\pi (f)\xi :f\in C_{c}(G),\xi \in H_{\pi }\right\}}
が Hπ において稠密であることを言う。

## 畳み込み代数L1(G)
測度論の標準的な定理により、Cc(G) の L1(G)-ノルムによる完備化はハール測度に関して可積分な函数（のふつうはハール測度零の集合上でのみ異なるような函数を同一視したもの）全体の成す空間L1(G)に同型である。
定理L1(G) は畳み込み積、上述の対合、 L1-ノルム のもとで バナハ ∗-環を成す。 L1(G) は有界な近似単位元も持つ。

## 群C∗-環C∗(G)
以下、C[G] は離散群 G の群環とする。
局所コンパクト群 G に対し、G の群 C∗-環 C∗(G) は L1(G) の C∗-展開環、すなわち π がヒルベルト空間における Cc(G) の非退化 ∗-表現の全てを亙るときの最大 C∗-ノルム
{\displaystyle \|f\|_{C^{*}}:=\sup _{\pi }\|\pi (f)\|}
に関する Cc(G) の完備化として定義される。G が離散のときは三角不等式により、そのような π の何れに対しても三角不等式
{\displaystyle \|\pi (f)\|\leq \|f\|_{1}}
が成り立つから、このノルムは矛盾なく定まる。
定義により、C∗(G)は以下の普遍性を持つ。
C[G] から適当な B(H)（適当なヒルベルト空間 H 上の有界作用素全体の成す C∗-環）への任意の ∗-準同型は包含写像 {\displaystyle \mathbb {C} [G]\hookrightarrow C^{*}(G)}を経由する。

### 被約群C∗-環C∗r(G)
被約群 C∗-環 C∗
r(G) はノルム
{\displaystyle \|f\|_{C_{r}^{*}}:=\sup \left\{\|f*g\|_{2}:\|g\|_{2}=1\right\}}
に関する Cc(G) の完備化である。ただし、
{\displaystyle \|f\|_{2}={\sqrt {\int _{G}|f|^{2}d\mu }}}
は L2-ノルムとする。Cc(G) の L2-ノルムに関する完備化はヒルベルト空間であるから、この  C∗
r-ノルムは L2(G) 上の f を畳み込む作用による有界作用素のノルムであり、従って C∗-ノルムになる。
あるいは同じことだが、C∗
r(G) は ℓ2(G) 上の左正則表現の像全体で生成される C∗-環である。
一般に C∗
r(G) は C∗(G) の商であり、この被約群 C∗-環が先の非被約群 C∗-環と同型となる必要十分条件は G が従順であることである。

## 群フォンノイマン環
G の群フォンノイマン環 W∗(G) は C∗(G) の展開フォンノイマン環である。
G が離散群のときは、ヒルベルト空間 ℓ2(G) において G はその正規直交基底になる。G は ℓ2(G) に基底ベクトルの置換として作用するから、複素群環 C[G] を ℓ2(G) 上の有界作用素全体の成す多元環の部分多元環と同一視することができるが、この部分多元環の弱閉包 NG はフォンノイマン環である。
NG の中心は共軛類が有限となるような G の元を用いて記述することができる。特に、G の単位元がそのような性質を持つ唯一の元である（つまり、G が無限共軛類性質 を持つ）ならば NG の中心は単位元の複素数倍のみからなる。
NG が超有限型 II1-因子環に同型となるための必要十分条件は、可算従順かつ無限共軛類性質を持つことである。